# Dubai Marriott Harbour Hotel & Suites
Dubai Marriott Harbour Hotel & Suites, autrefois The Harbour Hotel & Residence, est un gratte-ciel situé dans la Marina de Dubaï.
L'inauguration du gratte-ciel a eu lieu le 1er novembre 2007. La tour mesure 256 mètres de haut et comporte 59 étages.
À l'intérieur de l'immeuble se trouve notamment un hôtel de luxe qui comporte 261 suites.
À l'origine, le gratte-ciel était connu sous le nom de Emirates Marina Hotel & Residence. Le nom fut changé en janvier 2008 car le mot Marina devenait trop courant à Dubaï.
Juste à côté de la tour se trouve un autre gratte-ciel : l'Emirates Crown (296 mètres de haut).